# Grafling
Grafling település Németországban, azon belül Bajorországban. Lakosainak száma 2790 fő (2023. december 31.). Grafling Deggendorf, Bernried, Metten, Gotteszell, Zachenberg és Bischofsmais községekkel határos.

## Népesség
A település népessége az elmúlt években az alábbi módon változott:
| Lakosok száma | 621  | 937  | 2030 | 2524 | 2749 | 2770 | 2768 | 2801 | 2793 | 2790 |
|               | 1875 | 1950 | 1975 | 1987 | 2012 | 2014 | 2016 | 2017 | 2021 | 2023 |